# Равноправие (партия)
«Равнопра́вие» (латыш. "Līdztiesība") — латвийская антинационалистическая левоцентристская партия, действовавшая с 1993 по 2007 год. С 1998 года входила в состав объединения ЗаПЧЕЛ.

## История
Партия основана в 1993 г. как общественная организация «Движение за социальную справедливость и равноправие» на основе фракции «Равноправие» в Верховном Совете Латвии (1990—1993), которая была создана в апреле 1990. Организацию возглавили избранные в 1990 году депутатами ВС Татьяна Жданок и Сергей Диманис. В 1993 г. на выборах Сейма организация получила 7 мест из 100.
Наиболее близки «Равноправию» в 1993—1996 гг. были газеты «Оппонент» и «Трибуна оппонента».
На муниципальных выборах 1994 г. и выборах Сейма 1995 г. представители «Равноправия» выдвигались по спискам Социалистической партии Латвии.
В 1996 г. организация была преобразована в партию и, размежевавшись с социалистами, сохранила 2 из 5 депутатов Сейма.
На выборах в Рижскую думу 1997 года партия получила 4 места.
В 1998 году партия стала одним из основателей объединения ЗаПЧЕЛ.
В 1998 г. партия получила 5 мест в Сейме из 16, доставшихся объединению.
В 2000 г. партия была переименована в «Равноправие».
В 2001 г. партия получила 7 мест в Рижской думе из 13, доставшихся объединению.
В 2001 г. лидером партии стала ранее бывшая её председателем Татьяна Жданок, а председателем стал Владимир Бузаев, которые и занимали эти должности вплоть до ликвидации партии.
В 2002 г. партия получила 8 мест в Сейме из 25, доставшихся объединению.
В апреле 2003 г. принята программа партии, предусматривающая поддержку европейской интеграции и социально-либеральный подход к экономической политике. С осени 2003 «Равноправие» и второй участник ЗаПЧЕЛ — партия «Свободный выбор в народной Европе» (BITE), — стали действовать как единая организация.
В 2006 г. партия (как и весь ЗаПЧЕЛ) приняла более социал-демократическую программу.
В 2007 г. на XI конференции партии было принято решение о слиянии с BITE.